# جيمي سميث (لاعب كرة قدم مواليد 1978)
جيمي سميث (بالإنجليزية: Jamie Smith)‏ هو مدرب كرة قدم ولاعب كرة قدم بريطاني في مركز الدفاع، ولد في 11 يوليو 1978 في غلاسكو في المملكة المتحدة. لعب مع نادي دمبرتون.